# Cally Tyrol

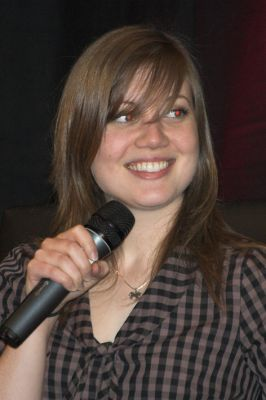
Cally Tyrol, gespeeld door Nicki Clyne.

Cally Tyrol, voor haar huwelijk Cally Henderson, is een personage uit de herwerkte televisieserie Battlestar Galactica. Ze was een mecanicien op het vliegdek van de Galactica, verantwoordelijk voor het onderhoud van de Vipers (gevechtstoestellen) en de Raptors (verkenningstoestellen). De rol werd vertolkt door actrice Nicki Clyne.

## Biografie
Cally Henderson werd lid van de koloniale strijdmacht om haar studies als tandarts te kunnen betalen. Net voor de aanval op de kolonies zou ze eervol ontslagen worden, maar door de aanval van de Cylons had ze geen andere keuze dan op de Battlestar Galactica te blijven om te kunnen overleven.
Ze zette haar werkzaamheden als mecanicien op het vliegdek van de Galactica verder, waar ze onderhoudswerken uitvoerdde op onder meer Vipers, Raptors en de Galactica zelf. Haar baas op het vliedek was Galen Tyrol. Wanneer hij er een geheime relatie op nahield met Boomer, die volgens de regels van de koloniale vloot verboden was, beschermde Cally haar baas door hem uit de wind te zetten wanneer een geheim afspraakje tussen hem en Boomer dreigde uit te komen.
Toen Boomer William Adama probeerde te vermoorden werd het duidelijk dat Boomer een Cylon was. Toen ze geketend naar haar cel werd overgebracht werd ze door Cally doodgeschoten. Cally kreeg voor deze moord dertig dagen opsluiting.
Galen kreeg na de dood van Boomer nachtmerries en toen hij in sliep viel op het dek kreeg hij een gewelddadige droom. Cally die hem net wakker wilde maken kreeg een slag in haar gezicht en moest met een gebroken kaak afgevoerd worden. Hij vroeg haar om vergiffenis. Later startte ze een relatie en trouwde ze en het nieuws kwam dat ze zwanger was. Cally had voor haar relatie met Tyrol een relatie gehad Costanza. Het kind was van hem, maar dat verzweeg ze voor iedereen. Pas na haar dood kwamen zowel Tyrol als Costanza te weten wie de echte vader van het kind is.
Tijdens de periode op Nieuw Caprica verhuisden de Tyrols van de Galactica naar de planeet. Na de inval van de Cylons werd Galen Tyrol een belangrijk verzetsstrijder. Door zijn acties belandde Cally achter de tralies en werd ze in haar cel bezocht door Boomer, die inmiddels "herboren" werd in een nieuw lichaam. Na de bevrijding van Nieuw Caprica verhuisden de Tyrols opnieuw naar de Galactica.
Terug op de Galactica kwam de relatie tussen Galen en Cally onder druk te staan, eerst door het vele werk dat gecombineerd moest worden met de opvoeding van het kind, later wanneer Galen schijnbaar te kampen had met een depressie, nadat hij te weten was gekomen dat hij een Cylon is. Later vermoedde ze dat Galen een andere relatie had en op een dag volgde ze hem. Daar zag en hoorde ze dat haar man een geheime bijeenkomst had met de drie andere Cylons op de Galactica. Helemaal ontredderd te horen dat haar man een Cylon is, nam ze haar kind en ging ermee naar een luchtsluis, vermoedelijk om zelfmoord te plegen. Daar aangekomen leek ze te twijfelen, maar Tory Foster was haar gevolgd. Zij kon Cally overtuigen om kalm te blijven en vroeg haar om het kind aan haar te geven. Wanneer Cally het kind aan Foster gaf, gaf Foster haar een trap en sloot ze de deur van de luchtsluis binnen waarna ze de buitendeur opende waardoor Cally de ruimte ingezogen werd.
Tegen het einde van de serie, wanneer Galen, Foster, Saul Tigh en Ellen Tigh aan elkaar gelinkt werden en de vier Cylons elkaars verleden zagen, zag Galen dat Foster zijn vrouw had vermoord. Hij verbrak de link en nam wraak door Foster te wurgen.